# Н’Диай, Хадим
Серинь Хадим Н’Диай (фр. Serigne Khadim N'Diaye; 5 апреля 1985, Дакар) — сенегальский футболист, вратарь сенегальского клуба «Женерасьон Фут» и сборной Сенегала.

## Биография

### Клубная карьера
Воспитанник клуба «Эспуар» Сен-Луи. В 2007 году начал профессиональную карьеру в клубе «Каса Спортс», впоследствии выступал на родине за клубы «Лингер», «Диараф», а также за гвинейский «Хоройя». Неоднократно становился чемпионом и обладателем кубков Сенегала и Гвинеи. В 2012 году был в аренде в шведском клубе «Кальмар», но ни одного матча не сыграл.

### Карьера в сборной
Выступает за сборную Сенегала, дебютный матч провёл 12 августа 2009 года против ДР Конго. Принимал участие в финальных турнирах Кубка африканских наций 2012 и 2017 годов, на обоих турнирах сыграл по одному матчу. В 2018 году вошёл в состав сборной на финальный турнир чемпионата мира в России.